# 崔侊洙
崔侊洙（：／ Choi Kwang-soo，1935年2月24日—2021年2月15日），韩国政治人物，前外务部长。

## 生平
1935年生于京城府。1956年2月通过公务人员高等考试行政科，进入外务部工作。1957年毕业于首尔大学法学院。1959年毕业于美国乔治城大学研究生院。1970年任韩国外务部长官特别辅佐官，1973年任国防部次官。1974年任总统朴正熙的首席礼宾秘书官，1979年升任总统秘书室长。同年朴正熙遇刺后，继任崔圭夏的秘书室长。全斗煥上台后，历任第一无任所长官、遞信部长官、驻沙特阿拉伯大使、常驻联合国代表、外务部长官等职。2021年2月15日逝世。